# Aha (mitologia egizia)
Aha (combattente) era un'antica divinità maschile egizia attestata con certezza fin dal Medio Regno. Appare per la prima volta sui cosiddetti coltelli magici. Di solito è mostrata frontalmente. Il viso è circondato da una criniera, forse quella di un babbuino o di un leone. Nelle mani tiene serpenti o coltelli. Nel Nuovo Regno era solitamente raffigurata di profilo, a volte con le ali. Nel complesso, la sua immagine ricorda quella di Bes. Esisteva anche la controparte femminile Ahat. Aha proteggeva madre e figlio ed era il dio della danza e della musica. Fece una prima apparizione all'interno dell'Heb-Sed, dove i sacerdoti indossavano maschere di Aha.
Come Thoth, Aha proveniva dal 15º distretto di Ermopoli nell'Alto Egitto ed era quindi strettamente legato a questo dio. Dal Nuovo Regno ai tempi della dinastia tolemaica, veniva indicato con il suffisso -tj, grosso modo nella forma ˁḥ3tj o ḥ3jtj. Sono anche noti collegamenti con la dea ippopotamo Tueret.

## Biografia
- Hartwig Altenmüller: Aha. In: Wolfgang Helck (Hrsg.): Lexikon der Ägyptologie (LÄ). Band I, Harrassowitz, Wiesbaden 1975, ISBN 3-447-01670-1, pp. 96–98.